# Ctenognophos dolosaria
Ctenognophos dolosaria är en fjärilsart som beskrevs av John Henry Leech 1897. Ctenognophos dolosaria ingår i släktet Ctenognophos och familjen mätare. Inga underarter finns listade i Catalogue of Life.